# 제7대 버클루 공작 존 몬태규 더글러스 스콧
제7대 버클루 공작 존 찰스 몬태규 더글러스 스콧(John Charles Montagu Douglas Scott, 7th Duke of Buccleuch and 9th Duke of Queensberry, 1864년 3월 30일 ~ 1935년 10월 19일)은 1914년까지 달키스 백작을 지낸 영국 국회의원이자 귀족이다. 그는 글로스터 공작부인 앨리스의 아버지이자 글로스터 공작 리처드의 외할아버지였다.